# Домналл мак Аедо
Домналл мак Аедо (ірл. Domnall mac Áedo; між 570-590 — 642) — верховний король Ірландії (з 624 по 639); син Аеда мак Айнмуйреха та брат Маела Коба мак Аедо, верховних королів Ірландії.

## Біографічні відомості
Належав до гілки Кенел Конайлл — північного відгалуження королівського роду О'Нілів. Рік народження лишається невідомим, відомості суперечливі попри наявність численних джерел. Час його народження пов'язаний з часом утворення спілки Друїм Кетт. Вважається, що народився він десь в проміжку між 570 і 590 роками.
Згадується в давніх ірландських літописах, про нього пишуть Джеффрі Кітінг та Чотири Майстри. Він згадується в історичній хроніці «Видінні Конна Ста Битв», що була складена очевидно у 695 році. «Літопис Ольстера» згадує Домналла як верховного короля Ірландії.
Перша згадка про Домналла мак Аедо датується 628 роким з приводу битви і поразки Домналла від свого кузена Суїбне Менна з гілки Південних О'Нілів. Можливо, ця битва сталася не в 628, а в 623 році. Незабаром після цього Суїбне Менн був вбитий Конгалом Каехом — королем маленького королівства Дал н-Арайді, що було розташоване в Ольстері. Після цієї події Домналл мак Аедо пішов війною на Лейнстер, що фактично було випробуванням для нього і після переможної війни він був визнаний верховним королем Ірландії.
У 629 році відбулись битви під Фід Еойн та Дун Кейхірн — яка з цих битв відбулась першою, досі не з'ясовано. У битві під Фід Еойн Маел Кайх мак Сганнайл розбив військо королівства Дал Ріада, яке підтримувало гілку Кенел Конайлл. Король Дал Ріади — Коннад Керр, а також два онуки Аедана мак Габрайна були вбиті в битві. У битві під Дун Кейхірн Домналл мак Аедо переміг Конгала Кеха та армію Дал н-Арайді. Після поразки Уладу (Ольстеру) і прибічників гілки Кенел Конайлл Домналл мак Аедо мусив шукати компромісів і підтримки серед різних кланів та гілок О'Нілів. У літописах зазначено про війну з Кенел н-Еогайн у 630 році та війну з кланом Холмайн з Сіл н-Аедо Слайне у 634—635 роках.
У 637 році Домналл мак Аедо зіштовхнувся з загрозою, що йшла від Конгала Каеха та королівства Улад (Ольстер). Конгала підтримав Домналл Брекк — новий король Дал Ріади — ірландського королівства на території нинішньої Шотландії та гілка Кенел н-Еогайн. Домналла мак Аедо цього разу підтримав Сіл н-Аедо Слайне. Битва відбулась під Маг Рах (майра, біля сучасного Дауна). Битва закінчилась перемогою Домналла мак Аедо. Конгал Каех був убитий. У той же день, коли відбулась битва Маг Рах, відбулась ще одна битва — битва під Сайлтір — бій флоту Домналла, який очолював його племінник Коналл Каел мак Маеле Кобо та флоту Кенел н-Еогайн та Дал Ріади. Битва теж була виграна силами верховного короля. У результаті цієї битви королівство втратило землі, якими володіло у нинішньому графстві Антрім. Землі Маг Рах були віддані Буйле Хувьне, хоча є повідомлення про передачу цих земель у володіння Суїбне Гелту — королю Дал н-Арайді.
Літопис Тігернаха повідомляє про смерть дружини Домналла — Дуйнсеахи у 641 році. Сам Домналл мак Аедо помер від старості (можливо після тривалої хвороби) у 642 році, можливо раніше — у 639 році.

## Нащадки
У Домналла мак Аедо було 5 синів:
- Енгус мак Домнайлл (помер у 650 році) — батько Лойнгсеха мак Енгуссо — верховного короля Ірландії (помер у 701 чи 703 році).
- Фергус Фаннат — батько Конгала Кеннмагайра — верховного короля Ірландії (помер у 710 році).
- Айліль Фланн Еса (помер у 666 році).
- Коналл (помер у 663 році).
- Колку (помер у 666 році).